# Ульяновский сельсовет (Пензенская область)
Улья́новский сельсове́т — муниципальное образование в Тамалинском районе Пензенской области. Имеет статус сельского поселения.
На территории Ульяновского сельсовета располагаются две начальные школы (в сёлах Берёзовке и Каменке), одна — основная (в селе Обвал) и одна — средняя (в селе Ульяновке); имеются 4 отделения почтовой связи (в сёлах Берёзовке, Каменке, Обвале, Ульяновке). В сёлах Каменке, Обвале и Ульяновке располагаются филиалы Сбербанка России.

## История
Ульяновский сельский совет с административным центром село Ульяновка и населёнными пунктами деревня Алексеевка, деревня Красавка, образован 2 декабря 1996 года. Согласно Закону Пензенской области № 1992-ЗПО от 22 декабря 2010 года, в Ульяновский сельсовет включены населённые пункты упразднённых сельсоветов: Берёзовского — деревня Агринка, село Берёзовка, деревня Богданово, деревня Озерки, деревня Токаревка, деревня Хмырово; Каменского — село Каменка, село Липовка, посёлок Луговой, село Масловка, посёлок Невежкино, село Обвал, посёлок Павловка, посёлок Петровка, посёлок Скачевка.

## Население
| 2002  | 2010  | 2012  | 2013  | 2014  | 2015  | 2016  |
| ----- | ----- | ----- | ----- | ----- | ----- | ----- |
| 799   | ↘693  | ↗2095 | ↘2049 | ↘2006 | ↘1976 | ↘1930 |
| 2017  | 2018  | 2021  |       |       |       |       |
| ↘1918 | ↘1871 | ↘1662 |       |       |       |       |

## Состав сельского поселения
В состав поселения входят следующие населённые пункты:
| №  | Населённый пункт | Тип населённого пункта       | Население |
| -- | ---------------- | ---------------------------- | --------- |
| 1  | Агринка          | деревня                      | 105       |
| 2  | Алексеевка       | деревня                      | 312       |
| 3  | Берёзовка        | село                         | ↘376      |
| 4  | Богданово        | деревня                      | 48        |
| 5  | Каменка          | село                         | ↘373      |
| 6  | Красавка         | деревня                      | 41        |
| 7  | Липовка          | село                         | ↘22       |
| 8  | Луговой          | посёлок                      | ↘19       |
| 9  | Масловка         | село                         | ↘50       |
| 10 | Невежкино        | посёлок                      | ↘13       |
| 11 | Обвал            | село                         | ↘351      |
| 12 | Озёрки           | деревня                      | 6         |
| 13 | Павловка         | посёлок                      | 2         |
| 14 | Петровка         | посёлок                      | 11        |
| 15 | Скачёвка         | посёлок                      | 22        |
| 16 | Токаревка        | деревня                      | 61        |
| 17 | Ульяновка        | село, административный центр | ↘340      |
| 18 | Хмырово          | деревня                      | 14        |

## Администрация
442901, Пензенская область, Тамалинский район, с. Ульяновка, ул. Новая, 4/1. Тел.: +7 84169 3-74-10.
Главой администрации Ульяновского сельского поселения является Степанников Валентин Петрович.